# 셀레우코스 2세 칼리니코스
셀레우코스 2세 칼리니코스(고대 그리스어: Σέλευκος Β 'Καλλίνικος, 기원전 265년 ? - 기원전 225년)는 시리아 셀레우코스 왕조의 왕(재위 기원전 246년 – 기원전 225년)이다. 안티오쿠스 2세와 라오디케 1세의 아들이다.

## 생애
아버지 안티오쿠스 2세는 이집트 프톨레마이오스 왕조와 화친조약을 맺었다. 그리하여 이집트 프톨레마이오스 2세의 딸 베레니케를 왕비로 맞았고, 라오디케 1세와 이혼했다. 라오디케는 왕비로 복귀할 음모를 꾸몄고, 기원전 246년에 왕비로 복귀해 베레니케 모자를 죽이고, 남편인 안티오코스마저도 독살하며 아들을 셀레우코스 2세로 즉위시켰다. 그러나 베레니케의 동생이자 이집트 왕이 된 프톨레마이오스 3세는 복수를 다짐하며, 제3차 시리아 전쟁(기원전 246년 – 기원전 241년)을 시작했다. 이 전쟁은 이집트의 압승으로 돌아갔고, 시리아 셀레우코스 왕조는 약화되어 갔다.
시리아는 이집트에 패배한 것 이외에 내분으로도 국력 약화를 앞당겼다. 셀레우코스 동생 안티오쿠스 히에라쿠스는 아나톨리아에서 자립하여 왕위를 주장했다. (기원전 240년 경 – 기원전 228년 무렵) 히에라쿠스는 갈라디아와 동맹을 맺고 셀레우코스를 괴롭혔지만, 페르가몬 왕국의 아탈로스 1세의 도움으로 격파했다. 그러나 이것은 아탈로스의 득세로 이어졌을 뿐, 시리아의 안정으로 연결되지 못했다.
셀레우코스의 사후 아들 셀레우코스 3세, 안티오코스 3세를 왕위에, 후자는 일시적으로 제국의 재건에 성공하게 된다.

## 자녀
사촌 여동생 해당 라오디케 2세(어머니의 형제 안도로마코스의 딸)와 결혼, 세 아들을 낳았다.
- 셀레우코스 3세 – 시리아 왕
- 안티오코스 3세 – 시리아 왕
- 안티오키스 - 콘마게네 왕 크세르크세스와 결혼